# Millénium : Ce qui ne me tue pas
Série Millénium
Millénium : Les Hommes qui n'aimaient pas les femmes
(2011)
Pour plus de détails, voir Fiche technique et Distribution.
Millénium : Ce qui ne me tue pas (The Girl in the Spider's Web) est un film de production internationale réalisé par Fede Álvarez, sorti en 2018. Il s'agit d'une adaptation cinématographique, inspirée du roman Ce qui ne me tue pas de David Lagercrantz, qui a repris la trilogie Millénium de Stieg Larsson.

## Synopsis
Lisbeth Salander et le journaliste Mikael Blomkvist se retrouvent aux prises avec des espions, des cybercriminels et des membres corrompus du gouvernement. Par ailleurs, Lisbeth est suivie par une mystérieuse femme blonde.

## Fiche technique
Sauf indication contraire, les informations mentionnées dans cette section peuvent être confirmées par la base de données cinématographiques IMDb,  présente dans la section « Liens externes ».
- Titre original : The Girl in the Spider's Web
- Titre français : Millénium : Ce qui ne me tue pas
- Réalisation : Fede Álvarez
- Scénario : Steven Knight, Fede Álvarez et Jay Basu, d'après Ce qui ne me tue pas de David Lagercrantz et d'après les personnages créés par Stieg Larsson
- Costumes : Nancy Steiner
- Décors : Yesim Zolan
- Direction artistique : Susannah Brough, Daniel Chour et Sabine Engelberg
- Photographie : Pedro Luque
- Montage : Tatiana S. Riegel
- Musique : Roque Baños
- Production : Eli Bush, Elizabeth Cantillon, Berna Levin, Amy Pascal, Scott Rudin, Søren Stærmose et Ole Søndberg

Producteurs délégués : Anni Faurbye Fernandez, David Fincher, Line Winther Skyum Funch et Johannes Jensen
- Sociétés de production : The Cantillon Company, Scott Rudin Productions, Sony Pictures Entertainment et Yellow Bird
- Sociétés de distribution : Columbia Pictures / Metro-Goldwyn-Mayer (États-Unis), Sony Pictures Releasing France (France)
- Budget : n/a
- Pays de production :  États-Unis,  Suède
- Langue originale : anglais
- Format : couleur
- Genre : thriller, policier
- Durée : 117 minutes
- Dates de sortie[1] :
  - Suède : 26 octobre 2018
  - États-Unis : 9 novembre 2018
  - France : 14 novembre 2018
- Classification :
  - Suède : Déconseillé aux moins de 15 ans
  - États-Unis : R-Restricted
  - France : Tout public avec avertissement lors de sa sortie en salles et déconseillé aux moins de 12 ans à la télévision

## Distribution
- Claire Foy (VF : Adeline Moreau ; VQ : Magalie Lépine-Blondeau) : Lisbeth Salander
- Sverrir Gudnason (VF : Alexandre Gillet ; VQ : Adrien Bletton) : Mikael Blomkvist
- Lakeith Stanfield (VF : Diouc Koma ; VQ : Martin Desgagné) : Ed Needham
- Sylvia Hoeks (VF : Audrey Sourdive ; VQ : Rachel Graton) : Camilla Salander
- Stephen Merchant (VF : Sylvain Agaësse ; VQ : Frédéric Paquet) : Frans Balder
- Vicky Krieps (VF : Flora Brunier) : Erika Berger
- Claes Bang : Jan Holtser
- Christopher Convery (en) (VQ : Mathéo Savard-Piccinin) : August Balder
- Synnøve Macody Lund (VQ : Mélanie Laberge) : Gabriella Grane
- Cameron Britton (VF : Christophe Lemoine ; VQ : Alexandre Daneau) : Plague
- Andreja Pejić : Maria
- Mikael Persbrandt : Alexander Zalachenko
- Paula Schramm : Malin Erikson
- Saskia Rosendahl : Linda Ahlgren
- Volker Bruch : Peter Ahlgren

 Source et légende : version québécoise (VQ) sur Doublage.qc.ca

## Production

### Genèse et développement
En 2015, The Hollywood Reporter annonce que Sony Pictures Entertainment souhaite développer une nouvelle franchise autour de la série littéraire Millénium à partir du 4e roman Ce qui ne me tue pas écrit par David Lagercrantz, qui a repris la trilogie Millénium de Stieg Larsson. Rooney Mara et Daniel Craig ne reprendront pas leurs rôles de Millénium : Les Hommes qui n'aimaient pas les femmes (2011) de David Fincher, qui ne reprend pas son poste de réalisateur. Steven Knight est ensuite engagé pour adapter le roman en scénario. Le film sera produit par Scott Rudin, Amy Pascal et Elizabeth Cantillon, via la société Yellow Bird, déjà à l’œuvre sur le film de 2011. En novembre 2016, Variety révèle des négociations avec Fede Álvarez.
Tandis que les noms de Scarlett Johansson et Natalie Portman ont été évoqués, c'est finalement Claire Foy qui est officiellement choisie en septembre 2017 pour reprendre le rôle de Lisbeth Salander, même si Rooney Mara avouera avoir signé pour une suite après Millénium : Les Hommes qui n'aimaient pas les femmes (2011).
Remarquée dans Blade Runner 2049, l'actrice néerlandaise Sylvia Hoeks rejoint la distribution en octobre 2017, suivie un mois plus tard par Claes Bang et Cameron Britton,. En décembre 2017, c'est au tour de Sverrir Gudnason de rejoindre le film. Il reprend le rôle de Mikael Blomkvist.
En février 2018, l'actrice luxembourgeoise Vicky Krieps rejoint la distribution, sans que son rôle soit dévoilé.

### Tournage
Le tournage débute en janvier 2018 et a eu lieu entre Berlin et Stockholm,.